# Tuvtjärnen (Byske socken, Västerbotten)
Tuvtjärnen är en sjö i Skellefteå kommun i Västerbotten och ingår i Åbyälvens huvudavrinningsområde.